# Dysmachus albovestitus
Dysmachus albovestitus är en tvåvingeart som beskrevs av Villeneuve 1930. Dysmachus albovestitus ingår i släktet Dysmachus och familjen rovflugor. Inga underarter finns listade i Catalogue of Life.